# Montgeron
Montgeron  [mɔ̃ʒǝʁɔ̃] je francouzské město v departementu Essonne v regionu Île-de-France.

## Poloha
Město Montgeron se nachází asi 19 km jihovýchodně od Paříže. Obklopují ho obce Villeneuve-Saint-Georges na severu, Crosne na severovýchodě, Yerres na východě, Brunoy na jihovýchodě, Soisy-sur-Seine na jihu, Draveil na jihozápadě a Vigneux-sur-Seine na západě a na severozápadě.

## Vývoj počtu obyvatel
Počet obyvatel

## Partnerská města
- Eschborn, Německo
- Magog, Kanada
- Póvoa de Varzim, Portugalsko
- Viernau, Německo